# 佩格里诺斯
佩格里诺斯，是西班牙卡斯蒂利亚-莱昂阿维拉省的一个市镇。 总面积87km2, 总人口287人（2001年），人口密度3人/km2。